# اچ‌ام‌اس بریستول (۱۷۷۵)
اچ‌ام‌اس بریستول (۱۷۷۵) (به انگلیسی: HMS Bristol (1775)) یک کشتی بود.